# Kruså
Kruså (tyska: Krusau) är en tätort i Åbenrå kommun i Region Syddanmark i Danmark. Tätorten har 1 515 invånare (2024). Den ligger på Jylland vid gränsen till Tyskland, cirka 22 kilometer söder om Åbenrå.
Kruså var den viktigaste gränsövergången tills motorvägsöverfarten Frøslev vid Padborg öppnade. Strax söder om gränsen ligger den tyska orten Kupfermühle med ett kopparbruk från 1600-talet, som nu är museum.
Kruså, som är känt från 1400-talet, har fått sitt namn efter ån Krusåen som är gräns mellan Danmark och Tyskland och mynnar ut i Flensburgfjorden. Orten tillhörde Tyskland från freden i Wien 1864 till folkomröstningen om Slesvig 1920.